# Penychen

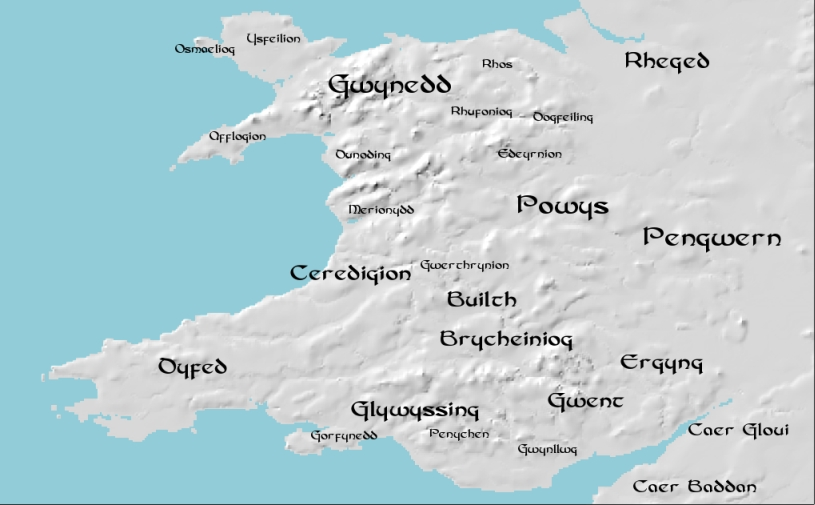
Galles nel V secolo

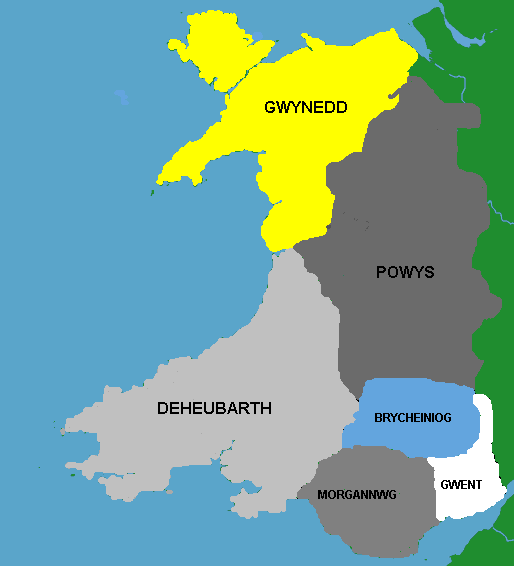
Regni medioevali del Galles

Il regno del Penychen nacque nel V secolo, quando Pawl, figlio di Glywys Cernyw del Glywyssing, ereditò l'area del Penychen (Galles centrale), su cui regnò da Nant Pawl e forse dalla fortezza collinare di Caerau. Fu protettore di molti noti santi gallesi, tra cui il nipote Cadog (a cui diede della terra per costruire l'abbazia di Llancarfan) e Illtud, che era stato un ufficiale dell'esercito di Pawl, prima di essere convertito al Cristianesimo da Cadog. Alla morte di Pawl, il trono passò proprio a Cadog. Alla morte di quest'ultimo, il Penychen passò a re Meurig del Gwent.